# Vadoma
Los vadoma o bantwana son una tribu originaria de Kanyemba, en el valle del río Zambeze, localizado en el norte de Zimbabue, África. Es conocida porque algunos de sus integrantes padecen de ectrodactilia, que consiste en la falta de los tres dedos medios de los pies y los dos exteriores son anormalmente grandes, lo que denomina a la tribu como «pies de avestruz».

## Ectrodactilia
Es un trastorno producido por una mutación en los cromosomas 7 y 9, y dado que se transmite hereditariamente de forma autosómica dominante (esta información errónea prevalece sobre el resto) y esto explicaría el alto porcentaje de afectados.
La ectrodactilia no se da únicamente en Zimbabue, pero está concentrada en esa zona debido a que los vadoma y otras tribus como los talaunda comparten ese gen y al tener descendencia entre ellos lo transmiten a sus hijos.
Este trastorno es entendido como discapacidad por los integrantes de los vadoma; sin embargo, esto no impide la integración social. Como parte positiva esta afectación permite que sea más sencillo escalar a los árboles.

## Estudio científico
Jan Jacob Hartsinck, explorador holandés y director de la Compañía Neerlandesa de las Indias Orientales, investigó en 1770 por primera vez sobre este trastorno genético tras observarlo en una tribu de esclavos procedentes de África central en la Guayana Neerlandesa.

## Leyenda

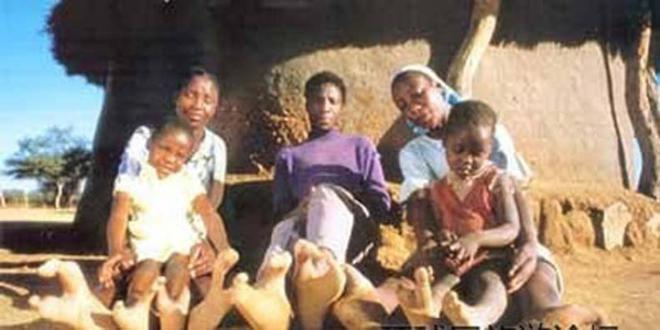
Familia con ectrodactilia, perteneciente a la tribu de los vadoma.

Dado que la investigación de Hartsinck no contaba con pruebas fiables se empezó a especular sobre si este fenómeno era un mito o no. En 1960, varios testigos afirmaron la existencia de esta afección y se aceptó el estudio de Hartsinck.

## Religión
Hay un gran porcentaje de cristianos en Zimbabue debido a que fue colonia europea; sin embargo, la religión más practicada, mwari, es de origen indígena.

### Cultomwari
Debido a su antigüedad y su transmisión oral no se conoce el origen de este culto. Las teorías más aceptadas sugieren que el inicio de este se remonta a los ritos bantúes femeninos (relacionados con la fertilidad del suelo y el cultivo de la tierra).

## Lengua
En la tribu de los vadoma se habla un dialecto de la lengua predominante: el shona de Zimbabue que presenta un vocabulario rico y variado de tradición oral. Shona es la lengua de los vadoma. 